# 地産地消
地産地消（ちさんちしょう）とは、地域生産・地域消費（ちいきせいさん・ちいきしょうひ）の略語で、地域で生産された様々な生産物や資源（主に農産物や水産物）をその地域で消費することである。

## 経緯

### 食生活改善運動と農産物の生産種類の多様化
地産地消という言葉は、農林水産省生活改善課（当時）が1981年（昭和56年）から4ヶ年計画で実施した「地域内食生活向上対策事業」から生じた。なお、篠原孝は「1987年に自分が造語した」と、新聞・雑誌等で主張している。しかし、すでに1984年（昭和59年）に雑誌「食の科学」で秋田県職員が地産地消を使用している。またほぼ同時期の、当該事業と生活改善活動について紹介した農水省の公報誌にも地産地消の語句が掲載されている。これらの事実により、このころまでにはすでに、全国各地の農業関係者の間に広まっていた言葉であることが判明した。
当時、農村の食事は伝統的な米とみそ汁と漬物のパターンであったため、塩分の取り過ぎによる高血圧などの症状が多く見られた。戦後、日本人の死亡原因第1位の感染症（結核など）が克服され、当時の死亡原因第1位となった脳卒中を減らすためには、原因の1つとみられる高血圧の改善が必要となった。また、伝統食の欠点（塩分の取り過ぎの他、脂肪・カルシウム・タンパク質の不足など）を改善することも国民の健康増進のためには必要と考えられた。不足しがちな栄養素を含む農産物の計画的生産と自給拡大の事業が実施され、同時に生活改良普及員らによって周知事業も行われた。
このような活動の中、特に農村においては他地域から不足栄養素を多く含む農産物を買い求めるとエンゲル係数の増大を招いてしまうため、地元でそのような農産物を作ろうということで「地産地消」という語が発生した（当時は1ドル240円程度であり、農産物輸入をしようとしても高額になってしまい、不足栄養素を補うという目的を果たせなかったため、安価な国内生産を選択している）。雑誌「食の科学」1984年2月号には、秋田県河辺町（現在は秋田市の一部）がこの事業に取り組んで緑黄色野菜や西洋野菜の生産量を増やす運動を実施し、「地産地消による食生活の向上」を標榜していたことが明記されている。
このように、当時の地産地消は、伝統的な食生活による栄養素・ミネラルバランスの偏りの是正によって健康的な生活を送るため（医療費削減圧力）、余剰米を解消する減反政策の一環として、他品目農産物の生産を促すため（食糧管理制度の維持）、気候変動に弱い稲作モノカルチャーから栽培農産物の種類の多様化によってリスクヘッジをするため（農家の収入安定）など、多様な経済的インセンティブによって推進された。

### 円高と農産物輸入自由化による海外農産物の競争力増大
日米貿易摩擦とアメリカ合衆国の双子の赤字などを背景として、1985年（昭和60年）9月22日にプラザ合意がなされた。その影響で1ドル240円程度だった為替レートが、1年で1ドル120円台まで下落し、ドルの価値はほぼ半減した（円高）。このため、日本にとっては輸入品が以前の半額程度（実際は諸経費があるので一気にそこまで下がらない）となる可能性が生まれ、さらに、GATTのウルグアイ・ラウンド開始による関税引き下げ圧力も加えられた。日米交渉により、1990年（平成2年）4月までに農産物加工品10品目、1991年（平成3年）までに牛肉・オレンジの計12品目が輸入自由化され、以降、米のミニマム・アクセスを含む農産物の輸入自由化がなされた。結果、国内農産物よりも安価な輸入農産物が市場に溢れるようになった。
価格競争力のある輸入農産物の増大は、日本の食糧の「遠産遠消」を促進し、小麦、ソバ、タコなど日本食に必要な食材の大部分を輸入に頼るようになった。また、以前は高価な食材とされたバナナやアボカドなど、日本で生産できないものも安価に手に入るようになった。

### 地産地消と国産農産物の再評価
バブル経済期に始まる「本物志向」が平成不況期以降も定着する一方、1990年代には安価だが安全性に深刻な問題を抱える中国産などの農産物が市場に氾濫し、食の安全の問題がクローズアップされる。こうしたなか、国内の高い農産物でも「安心・安全で高品質」をアピールすることで市場での競争力が確保され、地産地消の流れが徐々に定着していった。

## 現代的意味

### 先進国と発展途上国
奴隷制度の時代は、消費地（先進国）の求めに応じて生産地（開発途上国）が商品作物を適地でモノカルチャー生産し、人（奴隷）の生存よりも経済原理が優先された。奴隷を養うよりも時間労働の方が経済性が高いと分かった18世紀中頃からは、奴隷を解放（解雇）して賃金労働に切り替え、経済格差からその賃金に吸い寄せられた移民（国内移住・国際移民）を雇用し、生産が続けられている。

### 国内の農産物
定義は明確ではないが、ふつうは同じ都道府県内で生産された農産物に対し「地産地消」扱いとしている。
戦後の農政は、国が指定した産地で少数の品目の農産物を大量生産し、大都市にまとめて大量出荷するという枠組みが作られてきた（具体的には野菜生産出荷安定法で決められている）が、この流れを転換するものである。人口の多い大都市近郊の農家では販路が多いために、地産地消には特に有利といえるが、地方でも地域おこしの一環として地産地消の取り組みが進められている。

### 流通

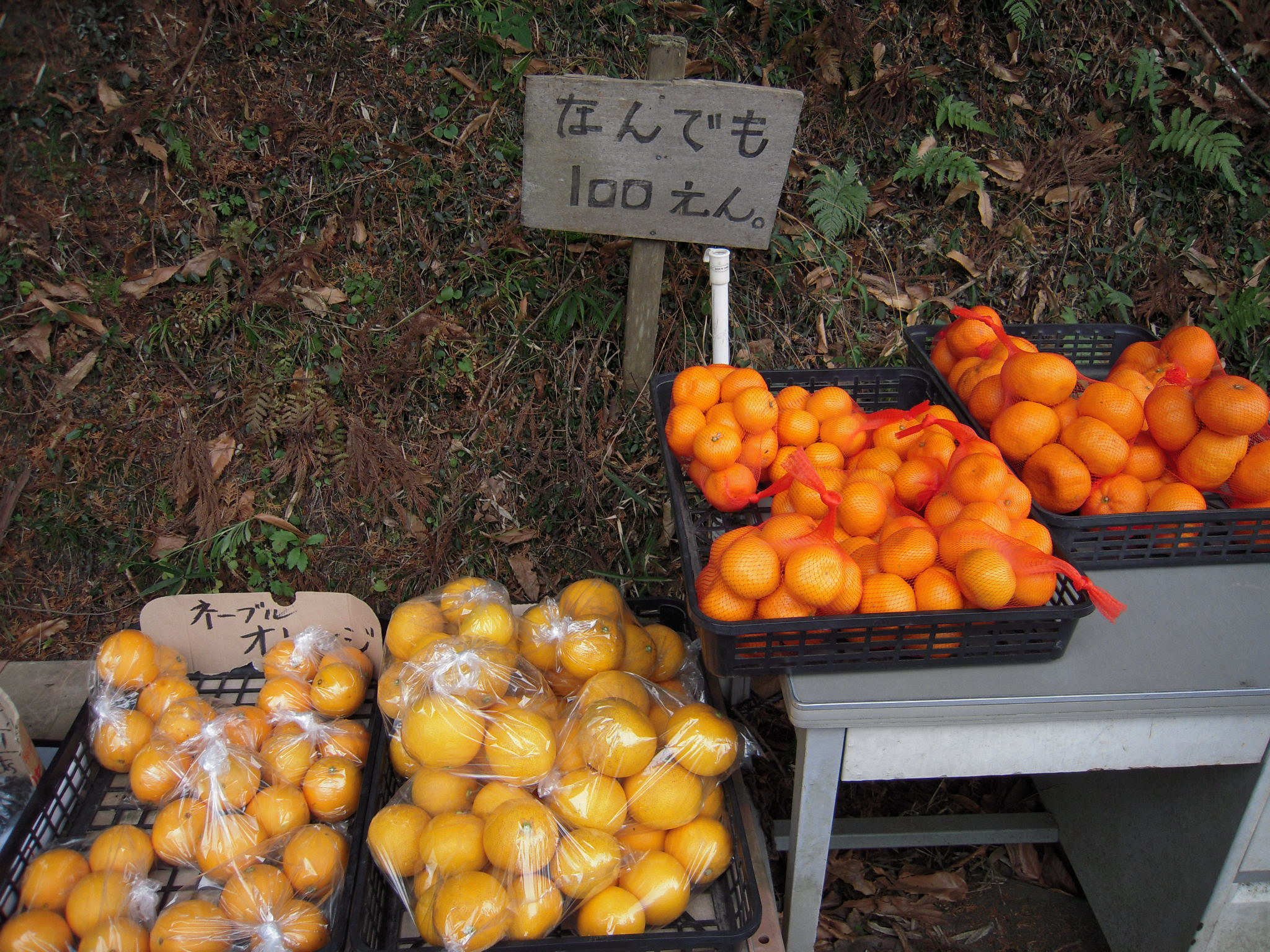
みかんの無人直売所 （奈良県）

「地産地消」の浸透は、流通過程が短くなり、地域の監視の目もきつくなるため、産地詐称を困難にさせることが期待されている。
地域の農産物を手軽に手に入れる場所としては、農産物直売所がある。近年、主要道路沿いに道の駅が設置され、地域産品の総合的販売所として脚光を浴びるようになるとともに、その主要施設として農産物直売所の役割も見直されつつある。
また、遠距離輸送には大量の燃料・エネルギーを必要とする為、そのために輸送する際にかかるエネルギー・CO2排出量等のコストを計算するフードマイレージの観点から考えると、地産地消ならば、それらは不必要なエネルギー消費、排出削減が可能なCO2であると考えることができる。
遠距離輸送に関連して、ヴァーチャル・ウォーター（仮想水）の観点から考えた場合、他国から自国へ運ばれてくる農産物・木材には、それらが育つまでに多くの水（天然資源）を必要とする。それらを育てるのにかかった水の量を計算して単位にして測った場合に、多くの農産物・木材を輸出している国は、大量の水を輸出しているとも考えることが出来る。その為、そのような農産物・木材を生産して輸出している国から自国へとそれらを大量に輸入している場合には、その輸出国の水資源の枯渇化を加速させている状況を引き起こしている可能性があると想定することもできる。そのような輸出国における水の大量消費、水資源の枯渇化を地産地消ならば、防ぐことが可能であると考えられている。
遠距離輸送のコストを高め、「地産地消」を行う方が企業利益に適うような制度を構築するため、遠距離輸送を担う地方間を結ぶ高速道路は有料とし、地域内の都市を結ぶ高速道路、バイパスは無料化すべきとの意見がある。
水産物に関しては、水産業を基幹にしている地域でさえも、特定の魚種の輸入品が主に消費され、地魚が消費されないという問題がある。ただし、地魚のみで地域全体を賄うのは不可能であるため、地産地消がもっとも向いているとされる。
- スローフード・アクティヴィスト

日本のスローフード活動家は、輸入農産物であっても伝統的農産物であればスローフードの範疇に入れている。この場合の「伝統的」の意味は、「原産地」ということではない。トマトの原産地は南米であるが、イタリアの「地産地消トマト」は伝統的なのでスローフード扱いされ、場合によっては輸入して食べることにためらいを感じない。日本のスローフード活動家の「地産地消」は、「質の高い農産物に対する追求」と同義と言ってよい。食に限らず生活全般に同様な質の思想を持つ者は「LOHAS」（ロハス）に移行する。スローフードやロハスは、富裕層向けのビジネスという批判がある。しかし、食材の高額化に寛容な層の拡大や海外の伝統食材に興味を示す層の拡大に対応して、農業地域を抱える自治体では、特に洋野菜の作付けを増やして特産物化し、農家の収入安定に繋げようとしている。

## 長所と短所

### 長所
- 旬の食べ物を随時新鮮なうちに食べられる
- 消費者と生産者の距離が近いゆえに鮮度がよいため、野菜の栄養価が高い
- 地域経済の活性化、地域への愛着につながる
- 地域の伝統的食文化の維持と継承
- 農水産物の輸送にかかるエネルギーを削減できる（フードマイレージ）

### 短所
- 北海道、秋田県、山形県のように食料自給率の高い道県の場合、地産地消だけでは需要不足で、必然的に供給過多になってしまう。
- 地産品の生産投入エネルギーが、輸入品のそれにフードマイレージを加えたものを超える場合、二酸化炭素排出量が多くなる（日本産畜肉の生産投入エネルギーは輸入品の3〜5倍[3]。ただし、日本産畜肉の生産投入エネルギーが大きくなるのは、輸入穀物を飼料としていて、そもそものフードマイレージが大きいため）。

## その他
2007年度（平成19年度）に富山県の氷見市農業協同組合が、域内での地産地消を推進する為に設立した「きときとひみ地消地産推進協議会」が、域内での地産地消に関する活動に北陸農政局から評価を受けたことから、国内で初めての国の提案型地産地消モデルタウン事業に指定された。
千葉県では県独自の取組みとして「千産千消」と称してPRを行なっている。
2010年12月には、農山漁村における六次産業化を推進するとともに、国産の農林水産物の消費を拡大する地産地消等の促進に関する施策を総合的に推進する地域資源を活用した農林漁業者等による新事業の創出等及び地域の農林水産物の利用促進に関する法律が公布された。

## 派生語
地産地消の概念から多くの派生語が誕生している。
旬産旬消
地元の旬の生産物を旬の時期に消費すること。食文化に季節感を取り戻すだけでなく、ハウス栽培で使用される燃料の消費を抑制することができる。2000年頃から登場した概念であり、農林水産省は2008年度の『食料・農業・農村白書』で指摘している。
地産他消
地元で生産したものを都市部など他の地域で消費すること。地産外消とも言う。
自産自消
自ら生産した農産物などを自分で消費すること。貸農園やキッチンガーデンといったビジネスなどでも使用されている。農林水産業だけではなく、エネルギー分野でも使用されている
地産来消
地元で生産したものを、来訪者に消費してもらうこと。2005年より用例がみられ、地域の活性化に役立てようとする動きに使われることもある。
店産店消
店で栽培した野菜を店内で食べること。サンドイッチチェーン店サブウェイで実施している。
校産校消
学校で植えた野菜を校内の給食や学食に使用する。